# Australia Telescope Compact Array
Australia Telescope Compact Array (ATCA) je radioteleskop spravovaný Organizací vědeckého a průmyslového výzkumu Commonwealthu (CSIRO) na Observatoři Paula Wilda, nacházející se přibližně dvacet čtyři kilometrů západně od australského města Narrabri ve svazovém státu Nový Jižní Wales.

## Charakteristika
Radioteleskop je tvořen šesti samostatnými parabolickými anténami. Průměr jednoho talíře činí 22 metrů a jeho hmotnost dosahuje přibližně 270 tun. Obrat antény o 360° trvá 9 minut. Vlnová délka přijímaných mikrovln se pohybuje v rozmezí 3 mm až 20 cm. Ohnisková vzdálenost měří 7 metrů. Aktivita je kontinuální sedm dní v týdnu. Přibližně 80 % činnosti je vynaloženo na pozorování. Maximální vertikální náklon talíře k nebi je 78 %, čehož dosáhne během čtyř minut.
Systém využívá metody tzv. aperturové syntézy s rozlišovací schopností pod 0,001". Princip vychází ze skládání radiových vln zachycených jednotlivými teleskopy, přičemž vlny o stejné fázi se navzájem „posilují“ zatímco vlny o nesouhlasných fázích se navzájem odruší. Pět antén je mobilních rychlostí 4 km/h na kolejnicích o délce tři kilometry ve východozápadní ose. Kolejnice ve směru severojižním měří 214 metrů. Šestá anténa se pak nachází tři kilometry západně od hlavního pásu talířů.
Kompaktní sít dalekohledů ATCA je součástí australské soustavy radioteleskopů Australia Telescope National Facility. Zařízení lze využívat společně s dalšími teleskopy CSIRO, 64metrovou anténou na Observatoři Parkes a 22metrovým talířem teleskopu Mopra u Coonabarabranu tak, aby mohlo být docíleno interferometrie s velmi dlouhou základnou (Very Long Baseline Interferometry), která umožňuje přesné měření polohy velmi vzdálených radiových zdrojů ve vesmíru.

## Historie ATCA

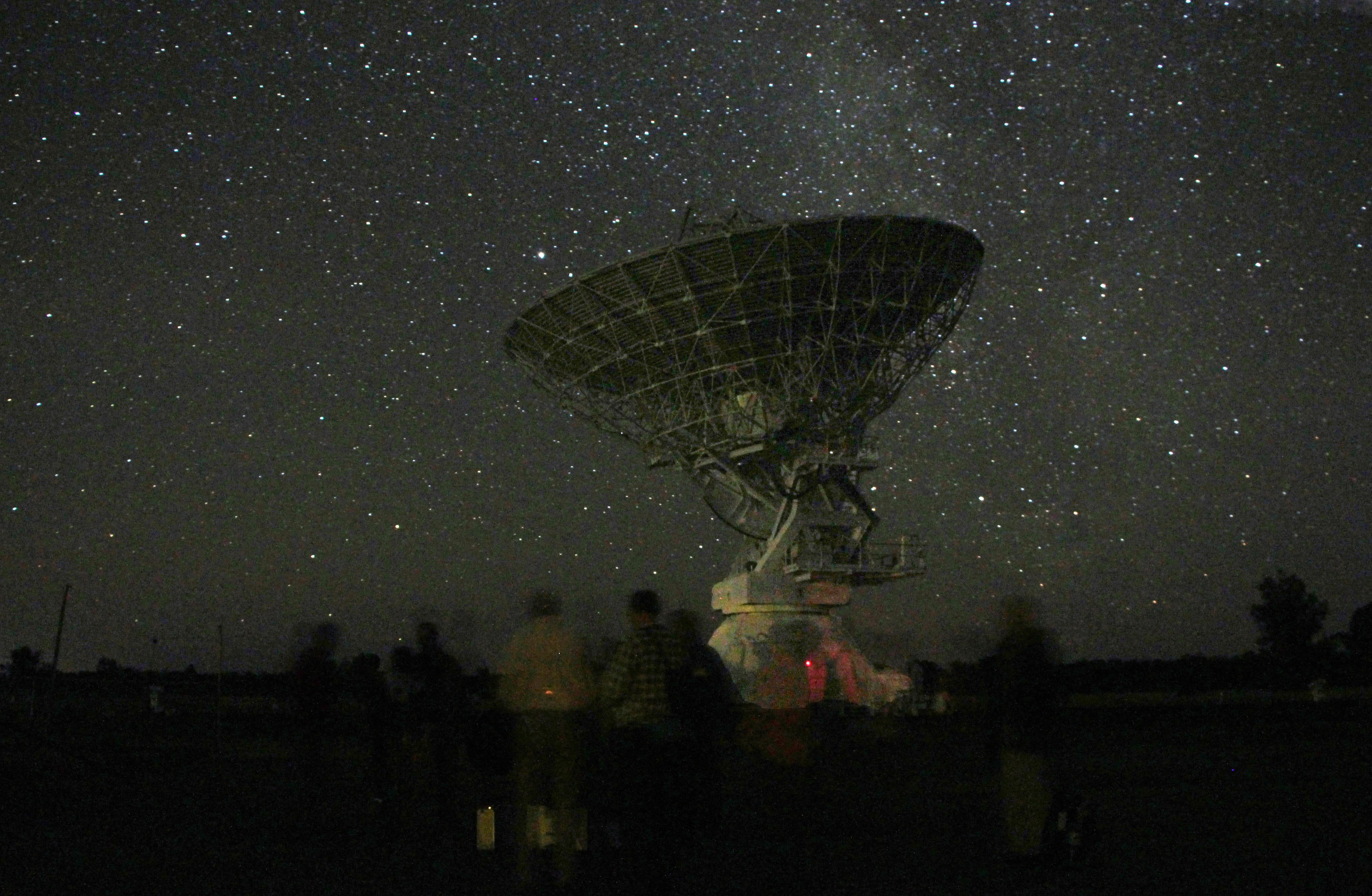
ATCA s hvězdným nebem při 25. výročí otevření, 2013

Projekt Australia Telescope Compact Array byl schválen federálním australským kabinetem v srpnu 1982. Výměna vlády v roce 1983 nejdříve způsobila, že byl projekt pozastaven, ale v listopadu téhož roku došlo k přehodnocení a umožnění zahájení výstavby. Radioteleskop začal fungovat během srpna 1988 a k oficiálnímu otevření došlo 2. září téhož roku australským premiérem Bobem Hawkem. V době zahájení provozu se stal částí jediné takové observatoře na jižní polokouli. Náklady na stavbu dosáhly výše 50 milionů australských dolarů.
Modernizace zařízení proběhla v letech 2000, 2008 a 2009, v jejímž rámci došlo mj. k rozšíření rozsahu přijímaných radiových vln v pásmu extrémně vysoké frekvence (EHF, Extremely high frequency). Generální inovace trvala několik roků a dokončena byla v listopadu 2000.

## Veřejnost
ATCA je veřejně přístupná návštěvníkům, když obsahuje návštěvnické středisko s audiovizuální prezentací. Pravidelně jsou pořádány také otevřené dny a akce k významným výročím, jakými se staly první přistání člověka na Měsíci či vlastní spuštění radioteleskopu.
Lokace se stala místem natáčení australského dětského seriálu Sky Trackers z roku 1994.

## Galerie

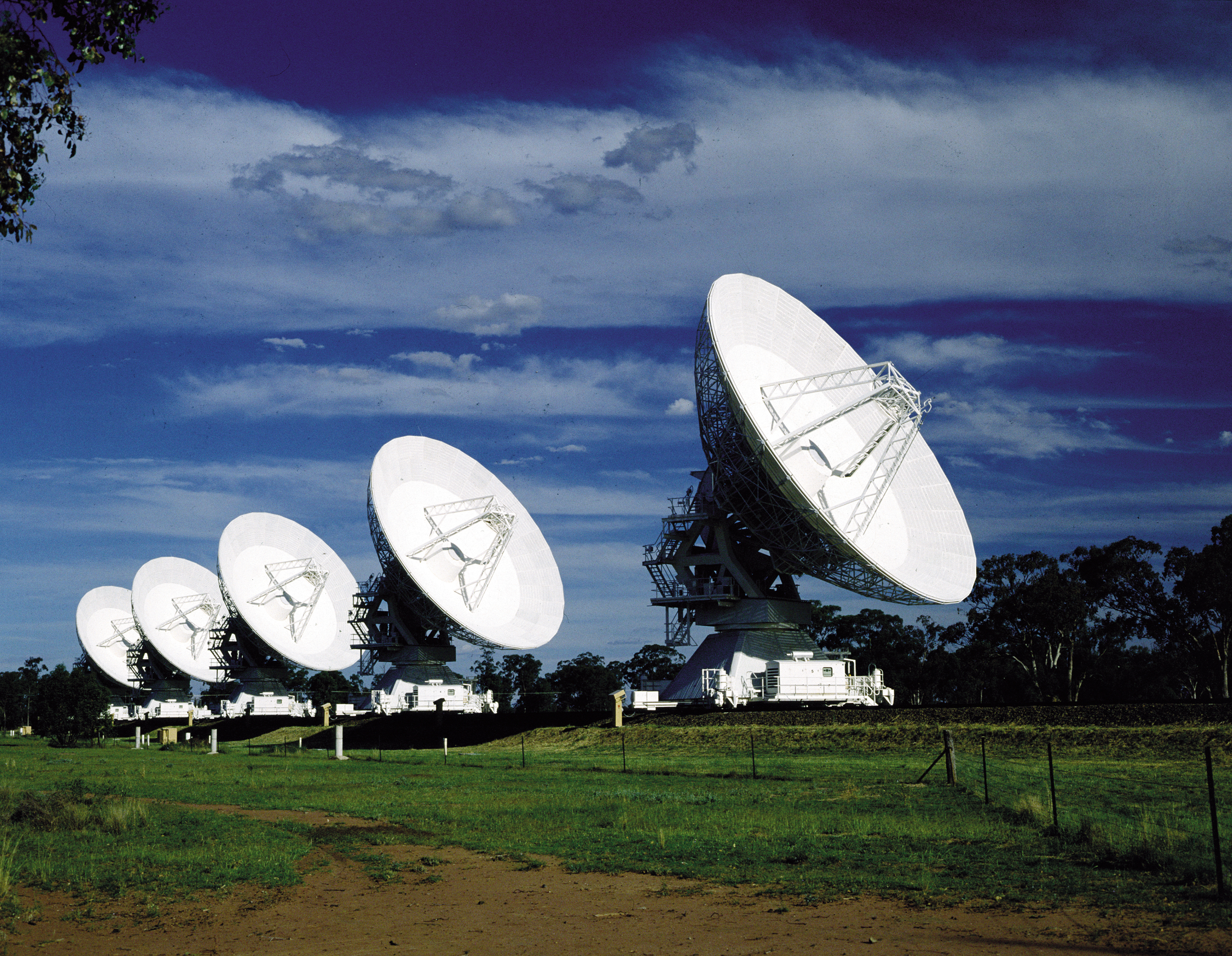
Pět parabolických antén (2000)
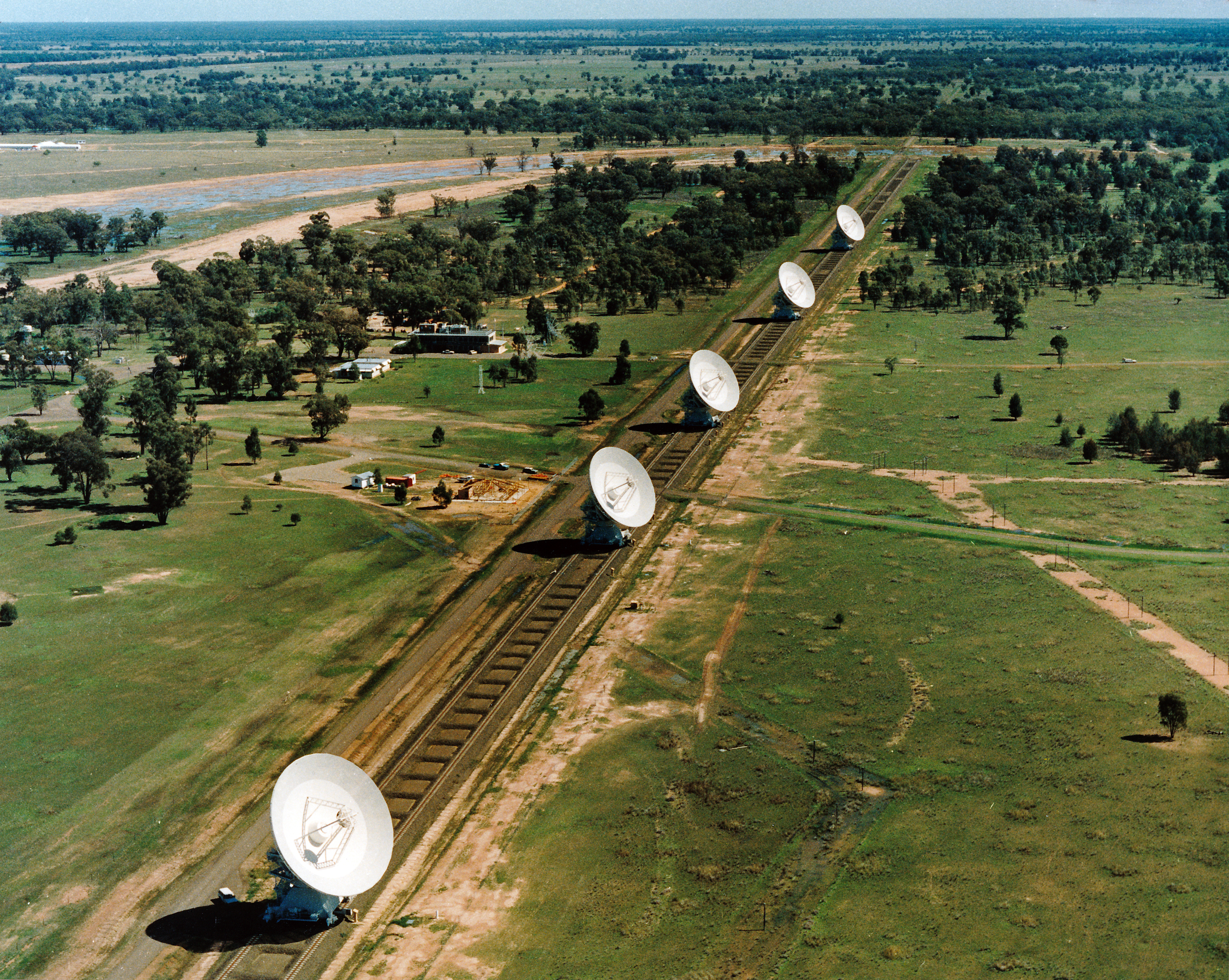
Celkový pohled
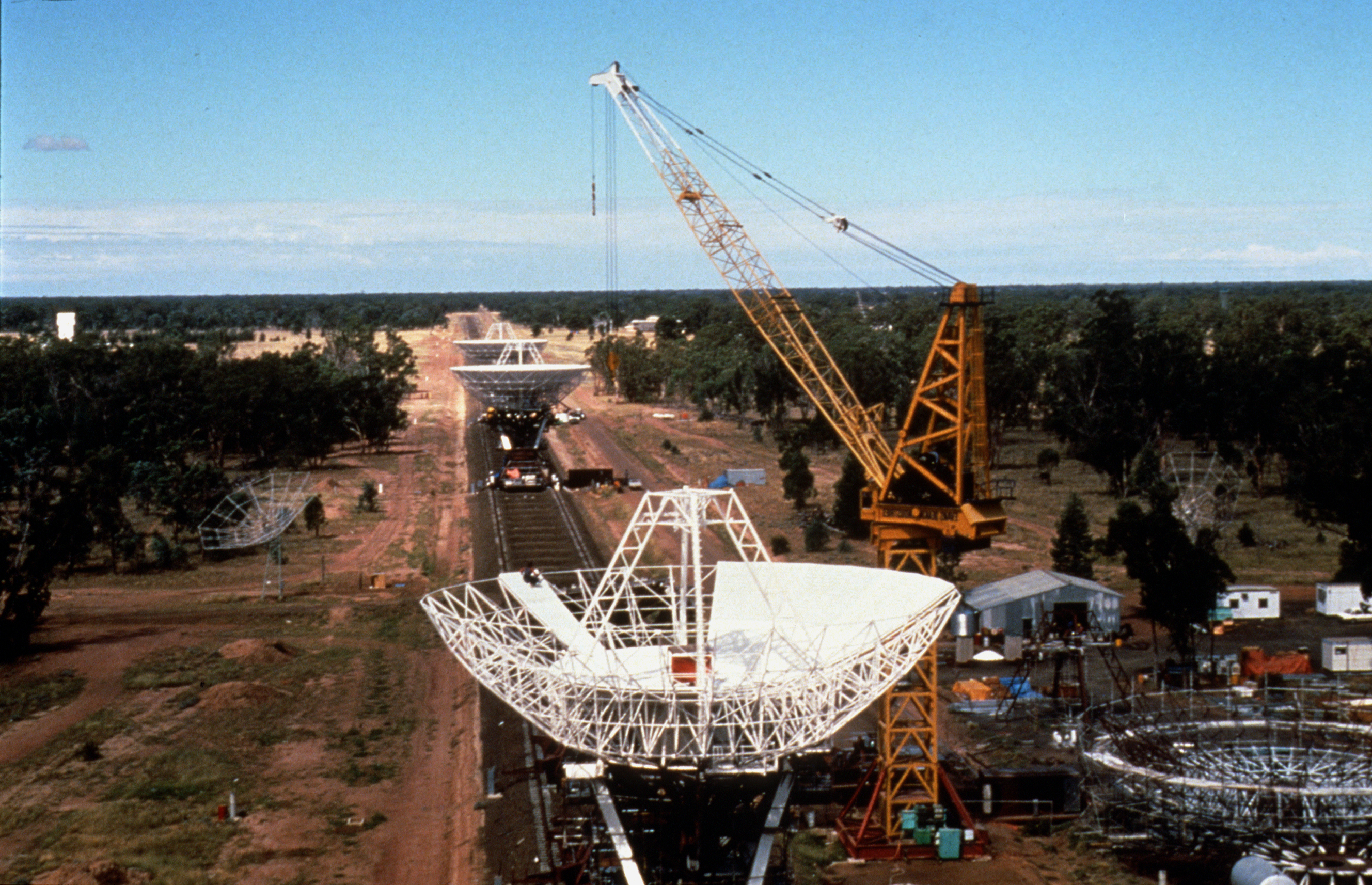
Dokončování výstavby roku 1988
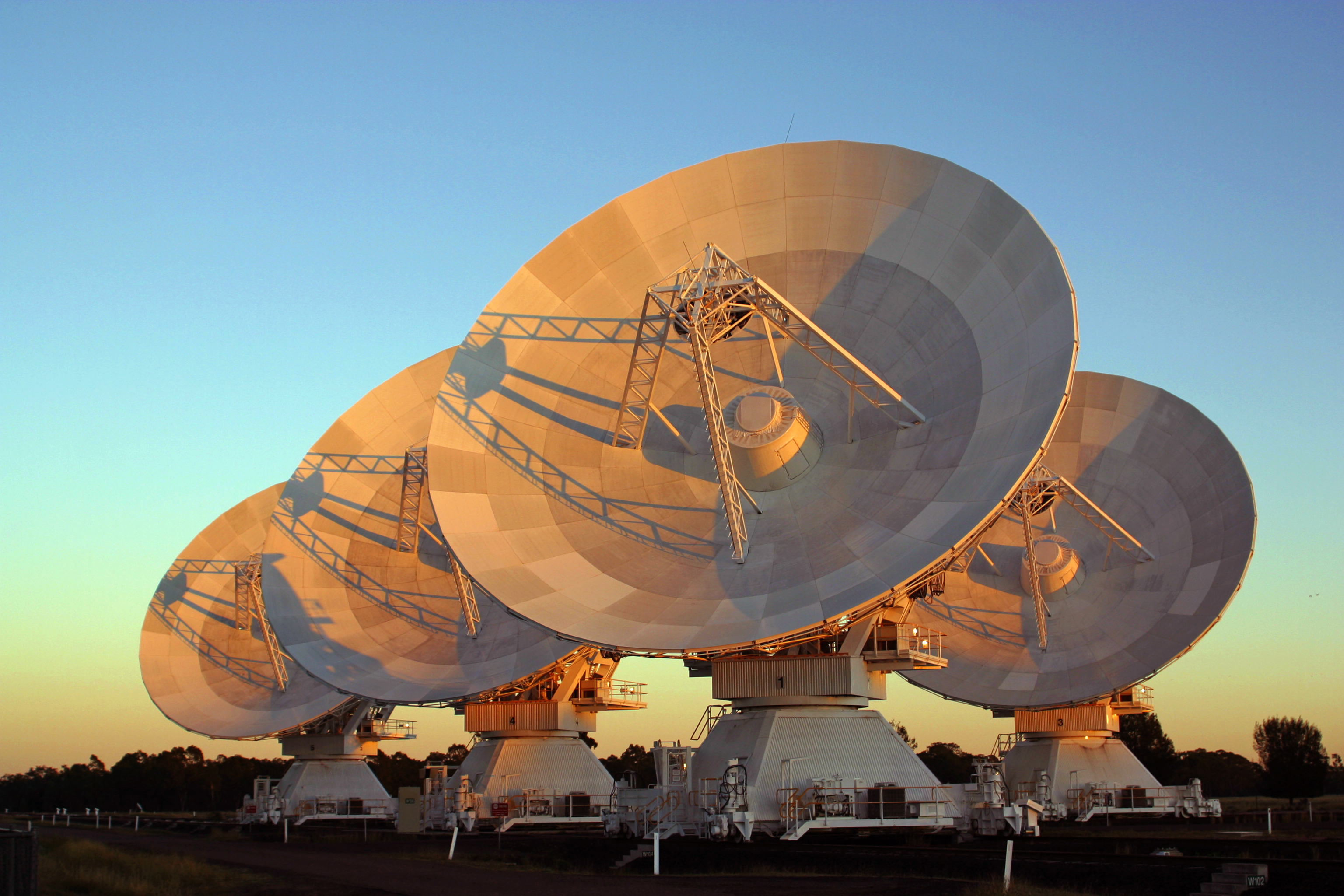
Antény v zákrytu (2009)